# Luchthaven Obock
Luchthaven Obock (IATA: OBC, ICAO: HDOB) is een luchthaven bij Obock in de regio Obock in Djibouti.